# Championnat de France de football de troisième division 2002-2003
Navigation
National 2001-2002 National 2003-2004
Le Championnat de France de football National 2002-2003 a vu la victoire de Besançon RC.

## Les 20 clubs participants
Les vingt clubs qui ont pris part au championnat National pour la saison 2002-2003 sont les suivants : 
| - Olympique d'Alès - SCO Angers - AS Angoulême-Charente - Stade Beaucairois - Besançon RC | - Stade Brestois - AS Cannes - AS Cherbourg - Dijon FCO - La Roche/Yon VF | - CS Louhans-Cuiseaux - FC Martigues - Nîmes Olympique - Pau FC - SO Romorantin | - FC Rouen - FC Sète - Trélissac FC - Valenciennes FC - ES Viry-Châtillon |

## Classement final
| Rang | Équipe              | Pts  | J  | G  | N  | P  | Bp | Bc | Diff |
| ---- | ------------------- | ---- | -- | -- | -- | -- | -- | -- | ---- |
| 1    | Besançon RC         | 67   | 38 | 18 | 13 | 7  | 55 | 33 | +22  |
| 2    | Angers SCO          | 65   | 38 | 16 | 17 | 5  | 39 | 22 | +17  |
| 3    | FC Rouen P          | 64   | 38 | 17 | 13 | 8  | 50 | 40 | +10  |
| 4    | Dijon FCO           | 61   | 38 | 17 | 10 | 11 | 65 | 59 | +6   |
| 5    | FC Martigues R      | 61   | 38 | 17 | 10 | 11 | 40 | 26 | +14  |
| 6    | Valenciennes FC P   | 58   | 38 | 15 | 13 | 10 | 51 | 42 | +9   |
| 7    | AS Cannes           | 56   | 38 | 15 | 11 | 12 | 53 | 44 | +9   |
| 8    | CS Louhans-Cuiseaux | 54   | 38 | 14 | 12 | 12 | 43 | 43 | 0    |
| 9    | FC Sète             | 51   | 38 | 12 | 15 | 11 | 50 | 44 | +6   |
| 10   | Stade brestois      | 50   | 38 | 13 | 11 | 14 | 49 | 44 | +5   |
| 11   | SO Romorantin P     | 50   | 38 | 12 | 14 | 12 | 39 | 40 | -1   |
| 12   | AS Cherbourg P      | 50   | 38 | 12 | 14 | 12 | 42 | 42 | 0    |
| 13   | Nîmes Olympique R   | 50-1 | 38 | 14 | 9  | 15 | 47 | 49 | -2   |
| 14   | AS Angoulême        | 49   | 38 | 12 | 13 | 13 | 42 | 42 | 0    |
| 15   | Olympique d'Alès    | 49   | 38 | 12 | 13 | 13 | 41 | 41 | 0    |
| 16   | Pau FC              | 47   | 38 | 10 | 17 | 11 | 46 | 47 | -1   |
| 17   | Trélissac FC P      | 43   | 38 | 9  | 16 | 13 | 46 | 57 | -11  |
| 18   | ES Viry-Châtillon P | 39   | 38 | 8  | 15 | 15 | 36 | 51 | -15  |
| 19   | La Roche-sur-Yon VF | 31   | 38 | 7  | 10 | 21 | 33 | 48 | -15  |
| 20   | Stade Beaucairois P | 17   | 38 | 3  | 8  | 27 | 26 | 79 | -53  |

Promotions et relégations
- Promotion en Ligue 2 2003-2004
- Rétrogradation administrative
- Relégation en CFA 2003-2004
- -1 : Points de pénalité reçus

Abréviations
- P : Promu de CFA 2001-2002
- R : Relégué de Ligue 2 2001-2002

Victoire à 3 points. 
- En cas d'égalité de points, les équipes sont départagées à la différence de buts particulière.
- Pour des raisons financières, Martigues est relégué administrativement en CFA, Beaucaire en CFA 2 et Alès en DH.
- Ce classement tient compte d'un point de pénalité infligé par la DNCG à Nîmes.

### Classement des buteurs 2002-2003
| # |  | Joueur            | Club                 | Buts |  |
| - |  | ----------------- | -------------------- | ---- |  |
| 1 |  | Mallo Diallo      | Dijon FCO            | 18   |  |
| 2 |  | Cyril Arbaud      | CS Louhans-Cuiseaux  | 16   |  |
|   |  | Mansour Boutabout | FC Sète              | 16   |  |
| 4 |  | Georges Ba        | Besançon Racing Club | 15   |  |